# Загрљаји градског језгра
Загрљаји градског језгра: Од одбрамбеног шанца до сомборских венаца 1685–2023. је стручна монографија о Сомбору, аутора Милана Степановића, објављена 2023. године у издању Града Сомбора  и Градске библиотеке "Карло Бијелицки" из Сомбора.

## О аутору
Милан Степановић (1961) српски је завичајни историчар и публициста, издавач и уредник из Сомбора који је, као аутор, објавио или приредио преко тридесет монографија и књига из просветне, културне, црквене и урбане прошлости Сомбора и Војводине.

## О књизи
Поводом прославе Дана града Сомбора, 17. фебруара 2023. године у Народном позоришту Сомбор уприличена је Свечана академија под називом „Загрљаји градског језгра – од одбрамбеног шанца до сомборских венаца“. Академија је била посвећена историји, архитектури и развоју чувеног градског језгра омеђаног уличним венцем. За ту прилику Милан Степановић је написао и уредио књигу под истим називом, а градоначелник Сомбора Антонио Ратковић написао је предговор под називом Похвала духу града.
Књига Загрљаји градског језгра се може назвати и културно-историјски бедекер, сажет подсетник, који доноси текстове о Венцу, урбаном заметку Сомбора, умешно и паметно осмишљеном градском језгру, необичне и јединтвене лепоте и склада.
За потребе овог пригодног тематског издања, аутор је користио донекле прерађене и сажете текстове из својих књига које је раније објавио: У том Сомбору...: град у призми столеће (2020) и Сомбор - слово по слово (2020, 2021), као и из прилога на те теме које је објављивао на едукативном завичајном сајту "Равноплов".